# 洛阳历史

以洛阳为中心的河洛地区是华夏文明核心发祥地，华夏、中华、中土、中国、中原、中州等称谓均源自于古老的洛阳城和河洛文明。元代以前，洛阳长期被认为是中国的天然法定都城，大一统的王朝多以洛阳为首都或陪都，割据政权也均以进入洛阳作为逐鹿的目标和自身正统性的象征，这一时期的洛阳历史承载了中国的古代文明。元代以后因战乱和政治经济中心的转移，洛阳地位有所下降，退化为中部地区一个普通县的水平，这一时期的洛阳历史折射了中国各地方在农业社会晚期的普遍状况。中华人民共和国建国以来，洛阳人口数量、城市规模和工商业发展都有较大的飞跃，成为以重工业制造和历史文化旅游闻名的重要城市，这一时期的洛阳历史反映了一个内陆城市的现代化建设历程。

洛阳地区历代都邑分布图

## 传说时代和半信史
相传在文字发明之前，伏羲治理天下，在洛阳孟津黄河边观察了背负图点的祥兽“龙马”，从中获得启示，进而创立了阴阳、四象、八卦，这就是“龙马负图”的传说。“河图”成为传说中华夏先民从蒙昧走入启蒙的标志，伏羲也因此被尊奉为人文始祖。

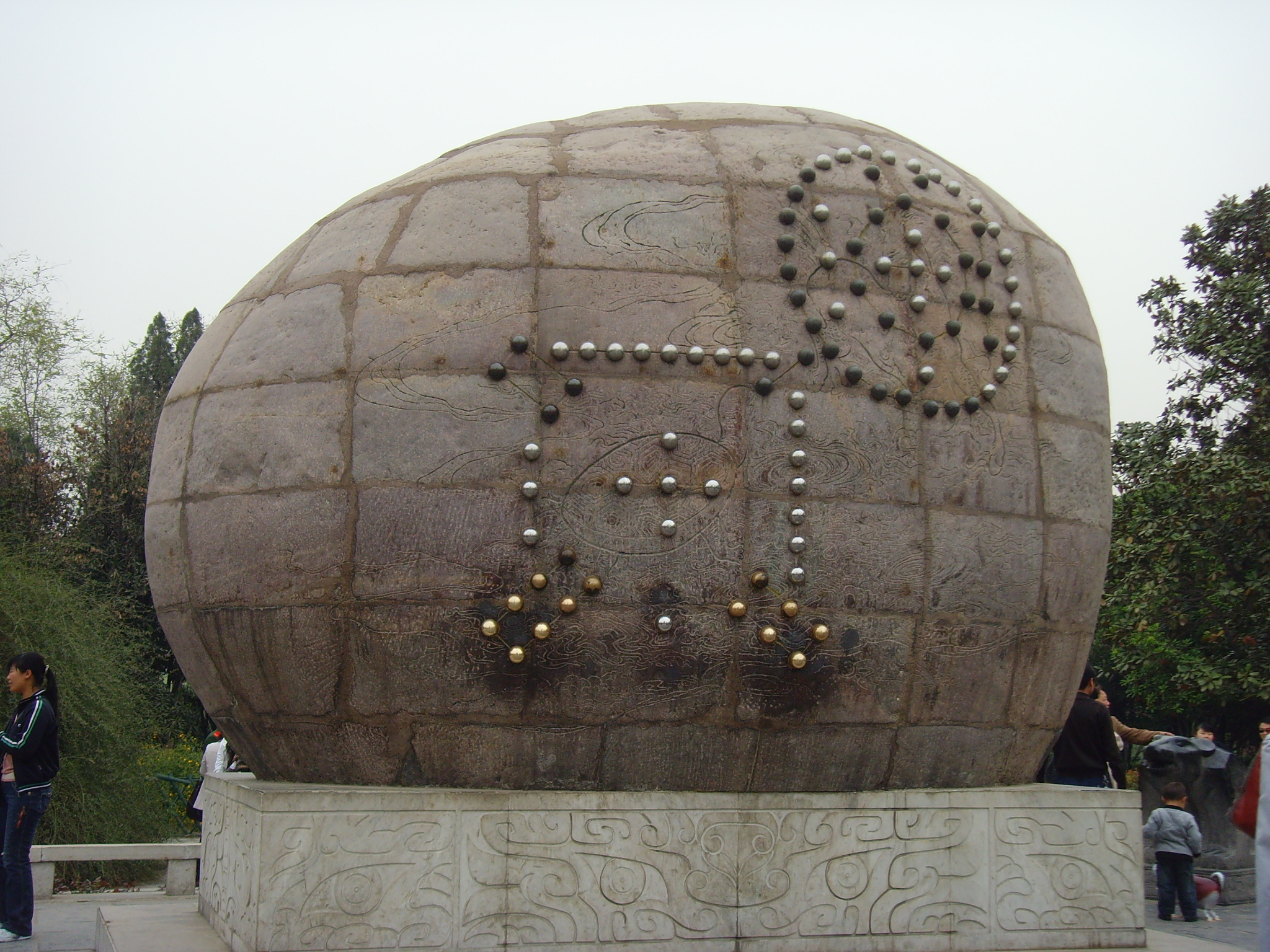
河图洛书

黄帝的曾孙帝喾定都于亳（相传今洛阳偃师）。共工氏头撞不周山，天柱折断，大地倾斜，帝喾下令火正吴回带兵平乱，放逐共工氏到幽州。相传帝喾品德崇高，深受百姓的爱戴。帝喾生了四个儿子：后稷封到西方，是周朝的始祖，契封到东方，是商朝的始祖，挚和尧在帝喾之后相继为帝。
帝尧晚年洪水滔天，四岳举荐崇伯鲧（相传封地在今洛阳嵩县）治水，九年没有成功。帝尧在羽山处死了鲧，任用鲧的儿子禹接替。禹观察洛河里神龟背上的图案“洛书”受到启发，治水成功，成为天下共主。大禹治水的过程记载在《尚书·禹贡》，当时的已知世界被划分为九州，洛阳属禹贡九州的豫州，居其他八州之中央。“豫”是安逸舒适的意思。

禹死后，他的儿子启取得了权力。有扈氏不服，率领部族讨伐启，大战于甘（相传在今洛阳西南）。启在战前作《甘誓》，称他的权力是“恭行天”的，这便是中国君权天授的滥觞。启击败有扈氏，从此禅让制被世袭制取代，古代文献中第一个世袭王朝夏朝开始。

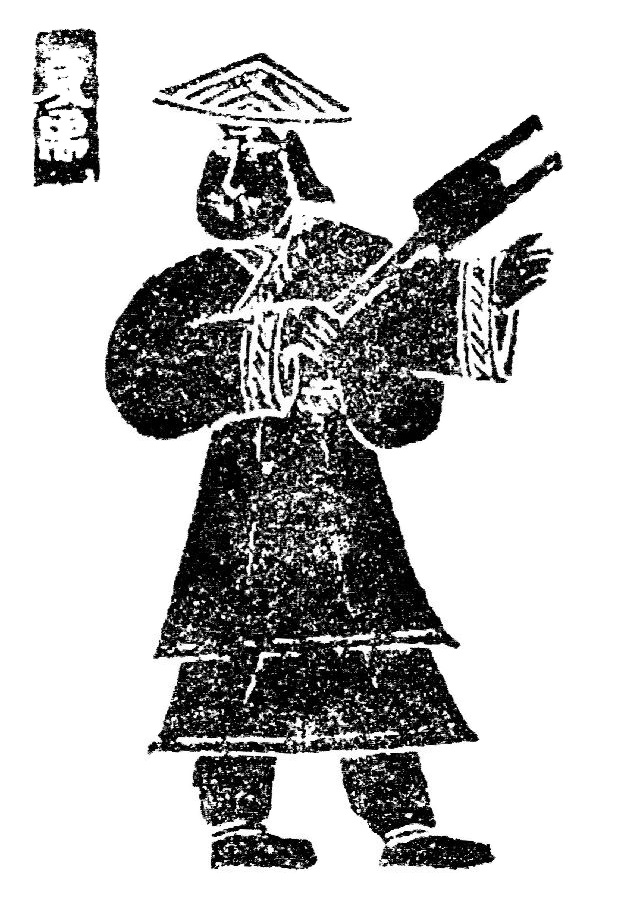
大禹像

启的儿子太康的国都在斟鄩。太康只顾游玩，不理政事，夏部族权威削弱。东夷族有位善射的首领羿，率军迁至夏的属地穷石（相传在今洛阳南），与当地夏人通婚，形成了有穷氏，并趁太康在外游玩时夺取了夏政。太康的五个弟弟被赶到洛汭（洛水汇入黄河处），作《五子之歌》，叙失国之事，表达中国原始的政治思想：“民惟邦本，本固邦宁”。太康的后人少康联合方国部落消灭有穷氏，后世称“少康中兴”。一种传说少康就是杜康，在逃亡期间发明了用粮食酿酒的方法，被尊为酒祖。
夏的都城多次迁移，桀时才又回到斟鄩。史书记载桀是位昏庸好色的君王，暴虐民众，大兴土木，使得诸侯叛离。东方商部落的首领汤，此时是专为夏王室征伐的方伯，史书称赞他修德爱民、宽厚仁慈。诸侯纷纷弃桀归汤，汤也借机网罗人才。有莘氏（相传今洛阳伊川）不满桀的统治，与商汤联姻，伊尹作为陪嫁的奴隶接近商汤，得到重视，被授予天下之政。汤派伊尹到夏廷朝贡，潜入观察夏地的动静，并不断讨伐亲夏的属国，“十一征而无敌于天下”。羽翼丰满后，汤会集诸侯盟国，宣告与夏作战，与桀在鸣条（今洛阳附近）决战。桀战败逃至南巢。灭夏后，汤在夏都斟鄩附近营建都城西亳以监视夏的遗民。
夏代以及夏商交替时期的历史扑朔迷离，迄今并未发现当时的文字佐证。根据后来众多史料记载，夏都斟鄩和商都西亳的位置大致都在洛阳盆地：《今本竹书纪年》曰：“自洛汭延于伊汭，居易无固，其有夏之居。”《史記·封禪書》有云：“昔三代之居皆在河洛之间。”《史记正义》云：“太康失邦，兄弟五人须于洛汭，此即太康居之，羿亦居之，桀又居之。”《史记·吴起列传》言：“夏桀之居，左河济，右泰华，伊阙在其南，羊肠在其北。”《国语·周语》载：“昔伊洛竭而夏亡。”《汉书·地理志》说：“尸乡，殷汤所都。”《水经注》说：“亳，本帝喾之墟，在《禹贡》豫州河、洛之间，今河南偃师城西二十里尸乡亭是也。”《括地志》说：“河南偃师为西亳，帝喾及汤所都。”
三皇五帝的传说、夏代和商代前期的半信史，是关于洛阳的最早资料，正在不断地与最新考古成果相印证。

## 新石器时代——人猿相揖别
河洛地区的先民在距今10000年左右，步入了新石器时代。这一时期洛阳一带人口急剧增多，气候由湿润转向干旱，生存在这里的大象、犀牛、水牛已经灭绝，大片的黄土覆盖了草原和丛林。洛阳的新石器时代遗存十分丰富，目前发现的有200余处，主要分布在黄河两岸以及伊、洛、瀍、涧流域，包含裴李岗文化、仰韶文化、龙山文化的堆积，层次清晰，且有明显的连续性。
裴李岗文化是迄今洛阳发现的最早的新石器文化类型，距今约9000年到7000年，主要遗址有偃师高崖和宫家窑等。当时已经懂得畜牧和耕种。人们会在田里种植小米，又会在家里养猪。房屋均为半地穴式建筑。陶器多为手制，以红陶和灰陶为主，石器以磨制为主，有纹饰的器物较少。裴李岗文化亦是现时中国已知的最早陶器文化。
仰韶文化是黄河中游地区的一种重要的新石器文化，距今约7000年到5000年。1921年瑞典地质学者安特生在洛阳附近的仰韶村首次发现彩陶文化，成为中国现代考古学的发源。洛阳分布有孟津妯娌遗址、洛阳王湾、史家湾、孙旗屯、矬李遗址等。这时已出现发达的磨制石器和精致的骨器。陶器多是手制或轮制，主要呈红色，常有彩绘图案或织物纹路。彩陶是仰韶文化最明显的特征。当时人已经习得渔猎和编织。村落有一定的布局，村外有墓地和窑场，房屋主要是半地穴式。
龙山文化是继仰韶文化之后的新石器晚期文化，年代约为公元前2500年至公元前2000年，以表面饰有绳纹与篮纹的黑陶为主要特征。洛阳附近的龙山文化遗址分布稠密，在伊、洛、瀍、涧沿岸的分布几乎与当今的村落相当。目前发现的重要遗址有：庙底沟、煤山、王湾、孙旗屯、小潘沟、高崖等遗址。当时经济生活以农业为主，有比较发达的畜牧业。制玉水平有了很大的改进，种类丰富、琢磨精致、造型优美。同时，占卜等巫术活动亦较为盛行。当时已经进入了父权制社会，私有财产已经出现，开始跨入阶级社会门槛。

## 二里头文化——东亚青铜潮
龙山时代末期，黄河流域城邦林立，犹如满天星斗。研究表明，黄河在公元前2050±150年有过一次大变道，由东流（山东入海）转为北流（河北、天津入海）。这次洪水泛滥影响到中下游诸多互不相干的氏族部落，其中对下游的影响比中游要大，下游的龙山文化在这个时期出现文明退化现象，城郭规模缩减，制陶技术退化。而中游的龙山文化以嵩山、洛河为中心开始崛起，被认为是二里头文化的雏形。大洪水改变了黄河中下游城邦林立的格局，治水需要一个诸族听命的中央权力来领导，为中国进入国家文明提供了契机与条件。

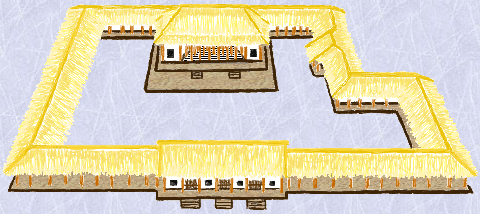
二里头一号宫殿复原图

1959年，中国著名考古学家徐旭生先生率队在豫西进行“夏墟”调查时，在洛阳偃师二里头村发现了一处规模宏大的遗址，碳14测定遗址距今大约3800－3500年。二里头遗址规模之大是远古黄河流域前所未见的，也是同期考古文化中没有的。这里发现了中国最早的宫殿群、中国最早的城市主干道网、中国最早的车辙、中国最早的官营手工作坊区、中国最早的铸铜作坊和绿松石器作坊、中国最早的青铜礼器群等，还发现有绘刻于陶器上的陶纹，疑似象形文字的雏形。考古发掘表明，与此同时，兴盛一时的中原周边地区的各支文化先后走向衰落，到了公元前1750年前后，中原龙山文化的城址和大型中心聚落也纷纷退出历史舞台。代之而起的是，二里头文化在极短的时间内吸收了各区域的文明因素，以洛阳盆地为依托最终崛起。二里头文化的分布范围首次突破了地理单元的制约，几乎遍布于整个黄河中下游地区。二里头文化的元素向四围辐射的范围更远大于此。

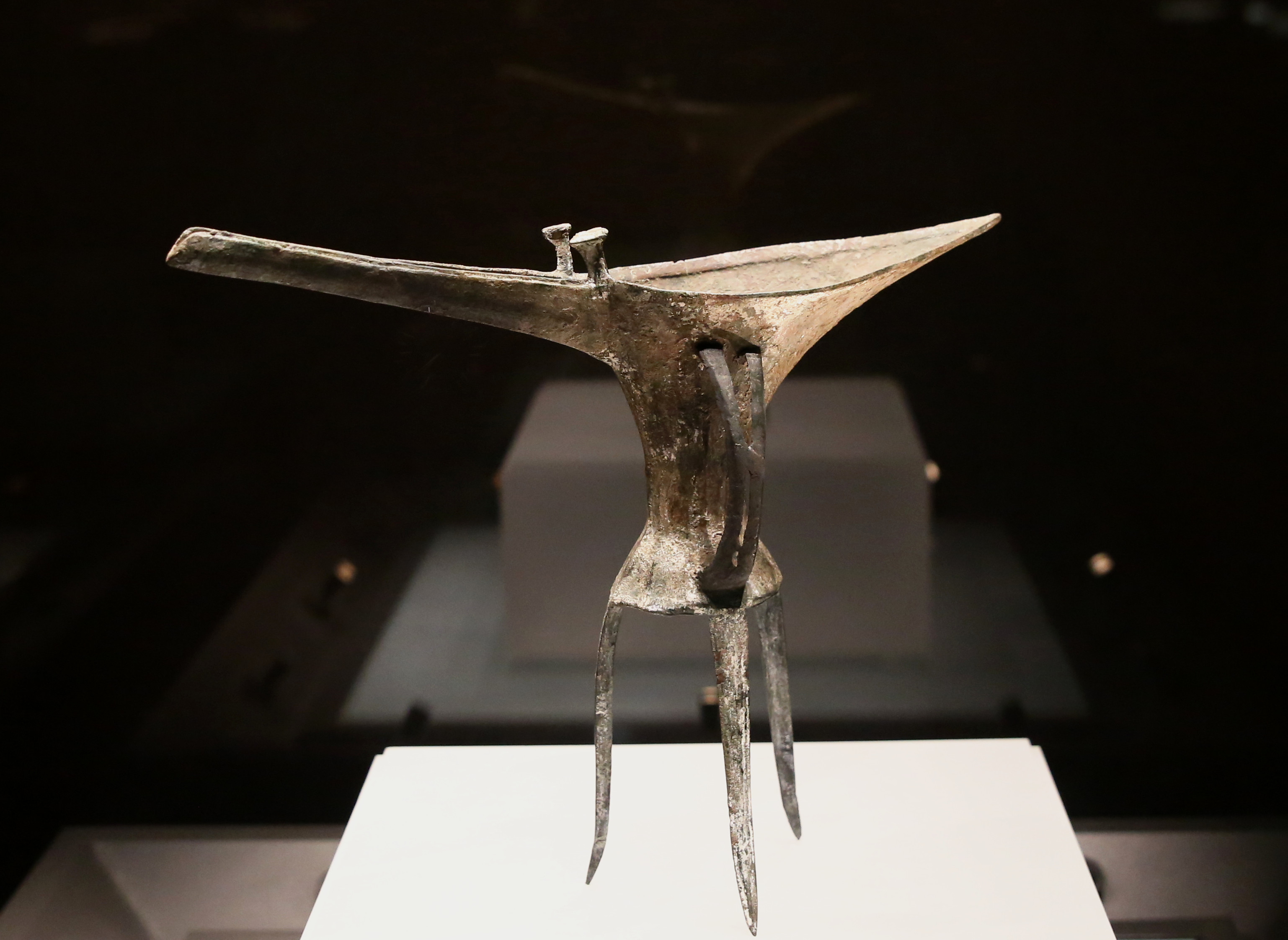
二里头出土的铜爵，中国最早的青铜容器

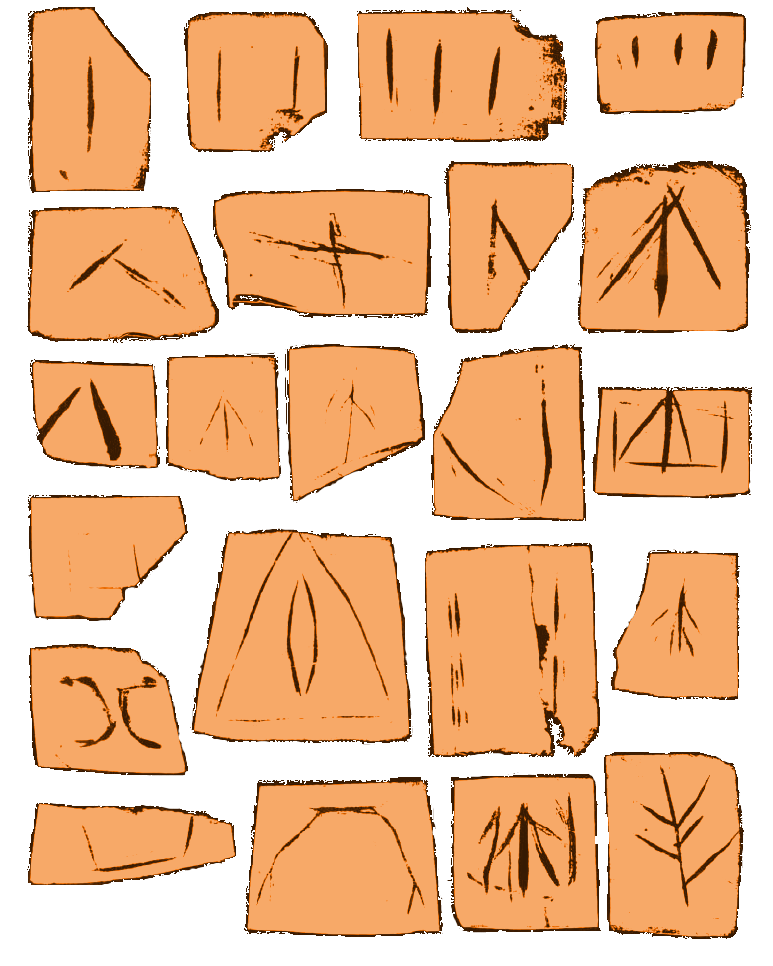
二里头遗址三期陶文

二里头是“最早的中国”——东亚大陆最早的广域王权国家。整个东亚大陆从没有中心、没有核心文化，过渡到出现一个高度发达的核心文化，二里头正好处于这个从多元到一体的历史转折点上。从“满天星斗”到“众星捧月”，河洛地区在东亚率先步入青铜时代和国家文明。

## 二里岗文化——分界夏与商
1984年，中国社会科学院考古研究所的工作队在洛阳偃师县城西尸乡沟发现了一处规模宏大的二里岗文化城址，迄今探明城址包括大城、小城、宫城三重城垣，宫殿建筑群密集分布于宫城的中、南部。城址内发现有城门、道路、居址等遗迹，并出土大量石器、陶器、青铜器、玉器等遗物，既有大型宫殿建筑，又有军事防御设施，具备了早期都城的规模和特点。碳14测定其年代约在公元前1550年至公元前1300年间，属于二里岗文化。这一时期，二里岗文化不仅迅速覆盖了二里头文化的分布区，而且分布范围进一步扩大，聚落形态和社会结构都有极大的飞跃，其城郭布局有浓烈的军事攻防色彩。根据不同文化层的堆积关系，加之甲骨文的出现已经完全验证了商朝世系并推出大致年代，现在主流观点认为它是商朝初期的都城。
考古发掘表明，约公元前1550年左右，二里岗文化深入洛阳盆地，击败并取代二里头文化，偃师商城的兴起和二里头遗址的衰落基本同时。3500年前，在洛阳盆地可能发生了史书中的那次“殷革夏命”。约公元前1300年，偃师商城衰落。随着文字的出现，洛阳步入信史时代。

## 周公定鼎——礼乐出中原
商朝中后期，西方周部落利用农耕优势逐渐强大起来。周武王趁商国力衰弱，于盟津（今洛阳孟津县会盟镇黄河渡口）召集西夷诸侯会师盟誓，渡过黄河灭掉了商朝。伯夷和叔齐不满武王以下犯上，加上自己世为商臣，以食周粟为耻，隐居于洛阳偃师首阳山采薇而食，最终饿死。
武王克殷时，就有在天下之中的伊水、洛水流域营造新都的想法。武王死后，周公旦辅佐年少的成王。为了巩固周朝在东方的统治，先派召公奭到伊水、洛水流域查看山川地势，而后由周公旦在古时称郟的地方营建新的国都洛邑（今洛阳市瀍河两岸），瀍水以西名王城，居住周人，瀍水以东名成周，居住殷商遗民，并将象征最高权力的九鼎放置在那里，史称定鼎洛邑。洛邑是中国第一座国家层面详细规划建设的都城，所依据的三礼图是中国最早的城市规划图，极大影响着后来各个朝代的城市建设。方格网城市的理念在当时十分先进。成周洛邑建成后成为东方的政治和军事中心，周天子在此接受诸侯朝贡，并设“成周八师”以征讨东夷、淮夷与南蛮。

周天子以宗周镐京及成周洛邑为西土与东土的政治与交通中心，两京展开连成的千里土地划为周王畿，由周天子直辖。西周初年，召公奭留守宗周辅佐周成王，周公旦留守成周掌控东土，史称“分陕而治”。历代周天子都要效仿先祖兴畋狩之礼，在成周洛邑会见诸侯。1963年出土的青铜器何尊，铭文记述成王继承武王遗志，营建洛邑之事：“唯王初，迁宅于成周”，“惟武王既克大邑商，则廷告于天曰：余其宅兹中国，自兹乂民”。

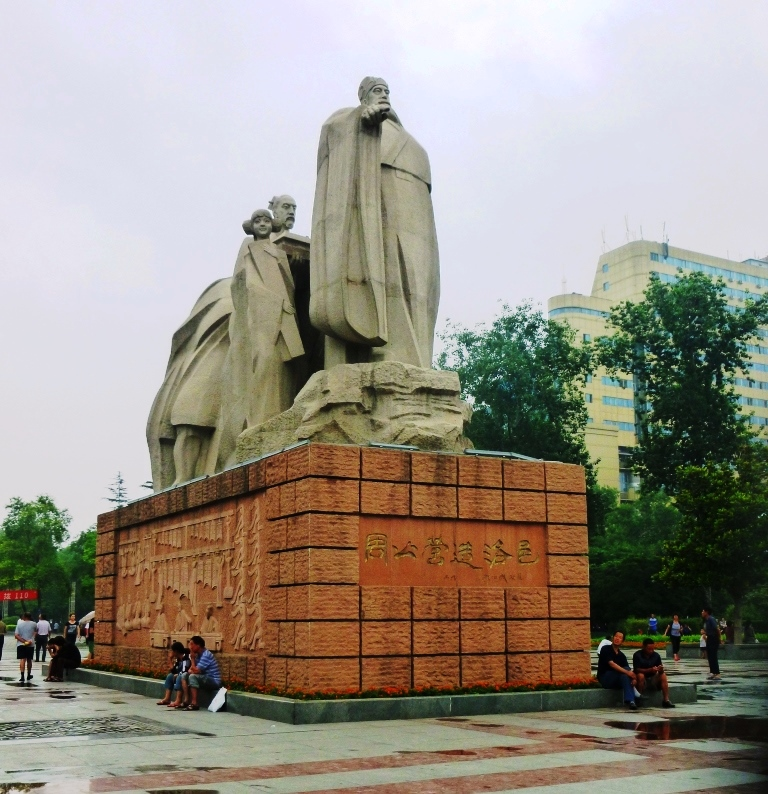
周公营造洛邑

周公在洛邑制礼作乐。礼用来分别尊卑，确立等级制度，而乐则用来化解因为礼的等级化、秩序化引起的对立和矛盾。礼乐制度同封建制度、宗法制度一起，构成了西周时期的社会制度，也为后来儒家思想的形成打下了基础，由此衍生的物质文明及精神文明皆深刻地影响着后世。
中国第一部诗歌总集《诗经》中，《周南》和《王风》是周王畿洛邑附近民间诗歌的代表：《关雎》、《采葛》等篇向世人倾诉着古代洛阳人的绵绵情思；《螽斯》、《桃夭》等篇表达了古代洛阳人的婚姻家庭观念和子孙昌隆的愿望；《黍离》表达了古代洛阳人面对兴废沧桑的感慨；《君子于役》描绘了先秦时代洛阳中下层人民的生活画面。《小雅》和《大雅》的一部分，是居住在洛邑的王室及公卿大夫所作的正式诗歌。
老子曾在洛阳管理周室的藏书及档案，学问日深，声名日响。孔子就赴洛阳向老子请教关于礼的问题，史称“入周问礼”。《史记·老子韩非列传》：“孔子适周，将问礼于老子。”两位大思想家在洛阳历史性的会面，启发了儒家学说的诞生。后来因周王室内乱，老子辞职归隐，骑青牛向西游历。在洛阳西郊的函谷关被关令尹喜求留，留下五千言《道德经》飘然而去。洛阳是儒家和道家两大学说的启蒙之地。
苌弘学识渊博，在周王室负责观测天象、推演历法、占卜凶吉。前518年，孔子到洛阳拜访苌弘，向其请教音乐的知识，史称“访弘问乐”。受苌弘的启发，孔子次年前往齐国聆听了韶乐，如醉如痴，“三月不知肉味”。儒家六艺中“乐以发和”思想即源于苌弘。苌弘忠于周王室，死的悲壮冤屈，长眠于邙山脚下（今洛阳偃师化碧村），传说其血三年化为碧玉，后常用“苌弘化碧”称颂为国捐躯之士。

## 平王东迁——名义上的天子
西周中期以后国势渐衰，和四周方国陷入长期战争。周厉王时，东方淮夷侵入伊水、洛水一带，逼近成周洛邑。前819年，周宣王在成周洛邑大会诸侯，使衰落的周王室权威得到恢复。前816年，周宣王派虢季子白率军，在洛水北岸大败猃狁，斩首500人，俘获50人。此战为西周解除了猃狁之患，周宣王在太庙为虢季子白举行了隆重的表彰，虢季子白特别制造铜盘来纪念这件事情。“虢季子白盘”现为国家一级文物。

前771年，犬戎攻破镐京，周平王依赖诸侯国迁移周民到洛邑。此时周王丧失西半部王畿的土地和人口，需要诸侯供给粮食，仅留有天下共主的虚名。洛邑附近的郑国掌控王政大权，屡次挑战周室威严。前720年，为缓和矛盾，周郑互相交换人质。《左传》认为这是“礼崩乐坏”的缩影。前707年，周桓王率军伐郑，被箭射伤，此后周天子再也无力阻止诸侯间的战争。前694年，周公黑肩与王子克作乱未成，周庄王杀黑肩，王子克出奔。前675年，五大夫作乱，立王子颓，周惠王出奔。最后仰赖诸侯协助平乱，郑国获得虎牢以东的土地。前652年，周襄王在齐桓公的支持下即位，齐桓公受封为霸主。前636年，王子带带领狄人攻击洛邑，周襄王出奔。次年晋文公出兵杀王子带，迎接周襄王返回洛邑复位。前632年，晋文公召周襄王践土会盟，周室权威尽失，晋文公称霸。周襄王去世时，王畿已缩小，周室无钱安葬。前606年，楚庄王伐陆浑之戎（今洛阳伊川县、嵩县），进军到洛邑南郊，询问九鼎的轻重，受封霸主称号撤兵回国。前520年，王子朝击败周悼王，占领王城。周悼王去世后，晋国扶持周敬王对抗王子朝，苌弘主持在瀍水以东扩建成周给周敬王居住，东西两王分据王畿。前516年，晋赵鞅出兵支持周敬王，周王畿再度统一。春秋时代，周王室只能控制洛邑附近，王室内乱不断，诸侯相互征伐，外又有四方夷狄入侵。春秋五霸以“尊王攘夷”为号召，联合诸侯抵御夷狄，以洛邑为中心的华夏文明得以存续。

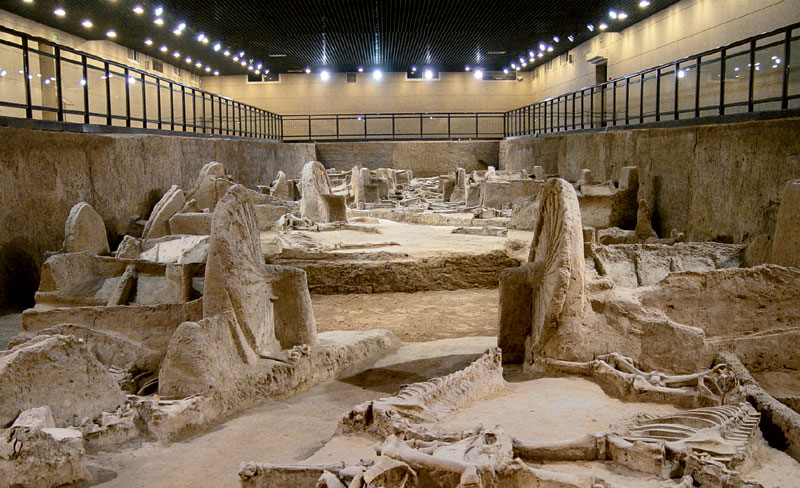
洛阳东周王城天子驾六车马坑

战国时期，封建等级宗法制度已荡然无存。前403年，周威烈王承认韩、赵、魏为诸侯，司马光认为这是礼制崩坏的一件大事。前370年，齐威王到洛阳朝见周烈王，是数百年来的唯一也是最后一次。周王畿进一步缩小，前440年，周考王封其弟姬揭于王畿（今洛阳），建西周国。前367年，赵国与韩国扶持建立东周国（今洛阳东巩义市），周王畿遂分裂，周天子成为无地之王，居东周国。周赧王时，东周公不愿供养，周赧王只能依靠西周公，迁居王城。
东周时期，今天洛阳市行政区划内的其他土地大部分属于晋国和韩国，南部伏牛熊耳山区属于陆浑之戎。宜阳县在韩灭郑之前是韩国的首都。
战国后期，列国互相吞并的战争已白热化。洛阳人苏秦，拜鬼谷子为师学习纵横之术，学成后游说关东各国，提出合纵抗秦的战略思想，任联盟“从约长”，兼佩六国相印，使秦军十五年不敢出函谷关。苏秦死后，合纵联盟被张仪的连横战略瓦解。秦武王计划进取周王城洛阳。他对甘茂说，我想乘着垂帷挂幔的车子，一睹周天子王城的辉煌。如果能满足这个愿望，即使死去也心满意足。甘茂遂对韩国发动宜阳之战。前307年，秦军攻克宜阳，斩首六万，打通前往周王城洛阳的道路。秦武王率领百辆战车到达王城（今洛阳王城公园附近），与孟说比赛举鼎，折断胫骨而死。前256年，秦将军摎伐韩、赵，西周君惊恐，联系诸侯，出兵伊阙抵御秦军。秦军攻入王城，夺九鼎，西周国灭亡。前249年，秦相国吕不韦攻入巩，东周国亡。至此周朝仅有的象征性统治彻底消灭，洛阳被纳入秦国版图。

## 秦汉一统——三川郡和河南郡
秦王政初年，相国吕不韦被封为文信侯，采邑洛阳十万户。他在成周的基础上进行大规模营建，修筑了南宫，使之成为秦灭六国的东方战略基地。吕不韦和他的食客编撰《吕氏春秋》，留下“一字千金”的典故。秦在河洛地区设立三川郡，郡治在洛阳东的荥阳，兼并六国后，丞相李斯的长子李由担任三川郡守。
前209年，陈胜吴广起义反秦，周文的前锋部队经三川郡向秦地进军，号称十万人，战车千乘，破函谷关，给秦朝造成一次沉痛的打击。因后援不力，最后在洛阳西的渑池战败。前208年，项羽率楚军西进，攻克三川郡，斩李由，进入函谷关。项羽封申阳为河南王，都洛阳，不久被汉王刘邦攻破，改设河南郡，治雒阳。刘邦与项羽在雒阳东的荥阳、成皋一线，展开了多年的拉锯战，两军对峙的界河鸿沟被称为楚河汉界。最终刘邦战胜项羽。
前202年，刘邦称帝，曾考慮定都雒阳，在南宫宴请群臣，讨论项羽失败而自己成功的原因，并提出“夫运筹策帷帐之中，决胜于千里之外，吾不如子房。镇国家，抚百姓，给馈饟，不绝粮道，吾不如萧何。连百万之军，战必胜，攻必取，吾不如韩信”的人才观。刘邦接受娄敬和张良的劝说迁都关中，仍常居洛阳处理政务。西汉时期在洛阳建设了武库和敖仓，并派重臣管理，不过洛阳并不是陪都，刘邦之后的皇帝也很少前往。
雒阳人贾谊从小研究诗书，才学过人，被推荐为博士，每每有精辟见解，得到汉文帝的欣赏。汉文帝打算擢升贾谊，遭到官僚与宗室反对，于是外放他为长沙王太傅。贾谊对贬谪不满，写就了骚体赋代表作《吊屈原赋》和《鵩鸟赋》，文风上承屈原、宋玉，下启枚乘、司马相如，是从楚辞发展到汉赋的重要桥梁。贾谊政论文的代表作有《过秦论》、《治安策》、《论积贮疏》，既有纵横家的余风，又有法家论证严谨的影响。
前154年，七国之乱席卷关东，雒阳又一次成为全国争夺的焦点。吴王刘濞部下建议据雒阳武库，食敖仓粟，利用山河之险，但刘濞没有听从，最终被周亚夫抢先占据，以雒阳为大本营，平定叛乱。之后雒阳更成为关东第一军事重镇。汉武帝时，宠妃王夫人为儿子刘闳求封于雒阳。汉武帝说：“雒阳有武库敖仓，汉国之大都也。先帝以来，无子王于雒阳者。去雒阳，余尽可。”
楼船将军楊僕数有大功，而耻于为关外民。前114年，汉武帝下诏将函谷关东移数百里，迁到新安（今雒阳新安县）。汉函谷关一直是各朝重要的军事要塞，也是从雒阳出发的丝绸之路的必经之地。
雒阳商人之子桑弘羊以财政为专长。汉武帝时连年征战，国用不足。他主持推行盐、铁、酒的专卖制度，又推行均输法，有效调节各地物资流通，增加财政收入，被汉武帝选为托孤大臣之一。汉武帝崩后，桑弘羊的政策受到各方“与民争利”的批评。前81年，桑弘羊与其政策批判者展开激辩，会议期间由桓宽担任记录，总结为著名的《盐铁论》。
汉元帝时，中郎翼奉上书建议革故鼎新，东迁雒阳，居天下之中，但未得到同意。王莽篡夺帝位后，效法周朝古制推行改革来挽救社会危机，在洛阳设均司市、钱府官，平定物价、实行盐铁酒专营。12年，王莽效法周朝实行东西两都制，洛阳为新室东都。13年，王莽又策划迁都洛阳，作为唯一的正式国都。这一决定引起了民心浮动，遭到大臣们的反对而推迟。由于农民起义的迅速爆发和蔓延，迁都洛阳的计划没能真正落实。

## 光武中兴——古典时期的丝路起点

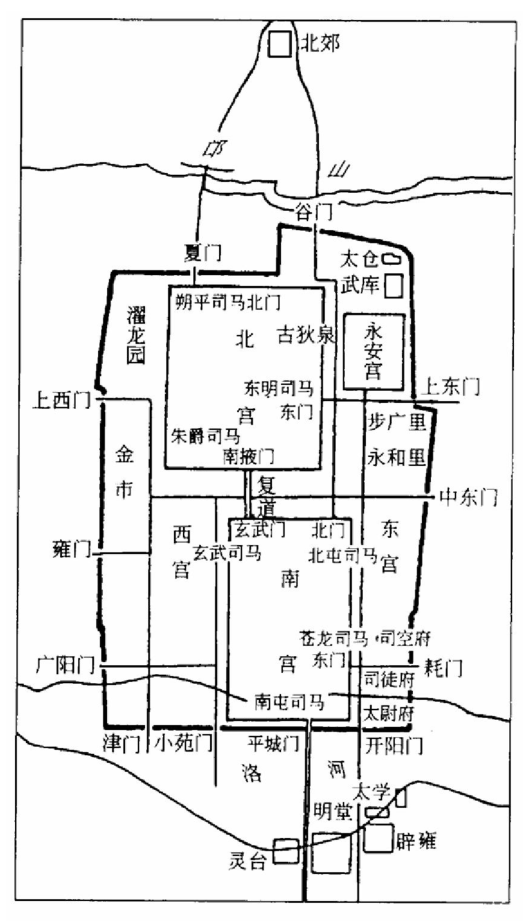
東漢洛陽城

23年10月，绿林起义军拥立的玄汉定都雒阳。24年，王莽败死，玄汉迁都长安，不久失败，全国陷入混战。25年，刘秀称帝，定都雒阳，以此为根据地，先后荡平赤眉、王郎、彭宠、张步、隗嚣、公孙述、卢芳等割据势力，统一中国。
东汉雒阳城在原有的基础上得到进一步扩建。汉光武帝广建宫殿和台、观、馆、阁，于城外东南侧建宗庙，城外西南侧设社稷。又在城内北侧和城外以东、以南开金市、马市、南市等集市。宫城最初只有南宫，汉明帝于南宫以北新筑北宫，从而形成了南北二宫城相互对应的格局。
汉光武帝勤于政事，“每旦视朝，日仄乃罢，数引公卿郎将议论经理，夜分乃寐”。在位期间减少租徭役，兴修水利，发展农业生产。裁并郡县，精简官员，史称“光武中兴”。雒阳令董宣不畏权贵，秉公执法，得到汉光武帝的支持和嘉奖，被称为“强项令”。57年，汉光武帝崩于雒阳南宫前殿，葬原陵（今洛阳孟津县铁谢村）。自此历代帝王公卿将相纷纷选择安葬邙山，形成了罕见的文化景观邙山陵墓群。汉明帝即位后，为统一战争中功劳最大的二十八人画像，供奉在在雒阳南宫云台阁，称云台二十八将。
从雒阳出发的征服与探索远迈前朝。窦固、窦宪多次讨伐北匈奴，大获全胜，斩杀俘虏无数，登燕然山（今蒙古国杭爱山）刻石记功，史称“燕然勒石”，永远地解除了匈奴北方边患。班超投笔从戎，立功西域，以三十六人征服鄯善、于寘诸国，留下了“不入虎穴，焉得虎子”的千古名句。他更善于用外交手段安抚，西域五十余国先后降服汉朝，复置西域都护。97年，班超派甘英出使罗马帝国，经条支、安息，到达波斯湾沿岸，是历代官方使节到达最远的一次。雒阳是这一时期的丝绸之路起点。166年，罗马派遣的使者抵达雒阳，以五贤帝之一安敦宁皇帝的名义向汉桓帝进献了礼物。汉朝也从罗马使者手中得到了天文学的书籍。丝绸之路的两端第一次实现了直接交流。
东汉雒阳的开放，为佛教传入提供了土壤。汉明帝夜梦金人，顶佩白光自西方飞来，遂“感梦求法”，令蔡愔、秦景、王遵等人于64年赴天竺求佛法。[3]他们在大月氏遇到了来自天竺的僧人摄摩腾和竺法兰，得佛经佛像，于是相偕同行，以白马驮经，于67年来到雒阳。汉明帝赦命在城西的雍门外按天竺式样建造了一组建筑给高僧居住，以僧人们暂住的“鸿胪寺”的“寺”字称之。为了纪念白马驮经之功，命名为“白马寺”。[1][4]白马寺是中国第一座官办佛教寺院，自建立后，便成为了中国佛教的传播中心，被佛教界尊为“释源”和“祖庭”。摄摩腾和竺法兰在寺内的清凉台翻译出了第一部汉语佛经《四十二章经》，后来另一位天竺僧人“昙柯迦罗”又译出了第一部汉文佛律《僧祗戒心》。历朝历代有许多中外僧侣来此览经求法。
东汉雒阳是全国儒学的中心。多位皇帝热心提倡儒学，但是由于当时各家学派对于儒家经典的版本、内容多有争议，需要中央统一创建标准。79年，召集各地著名儒生于雒阳白虎观，公开讨论五经。会议连续举行了一个多月。会后，班固奉旨对会议内容加以总结，写成《白虎通义》4卷，初步实现了经学的统一。
东汉雒阳开创了古代高等教育的先河。汉光武帝戎马未歇，先兴文教。29年10月，在雒阳城东南的开阳门外兴建太学（今洛阳偃师市太学村），所招学生称之为太学生，四方学士云集京师。汉明帝还到太学行礼讲经。太学讲堂“长十丈，宽三丈”，后扩建成240房，1850室，太学生人数多至30000人。随着朝政日益腐败，太学生开始参与政治，反对宦官统治，成为东汉后期一股重要的力量。175年，为了刊正经书文字，刻成有名的《熹平石经》，由蔡邕、堂溪典、杨赐、马日磾等人书写[1]，立于雒阳城南太学门外，并列相接，共刻《易经》、《论语》、《尚书》、《春秋》、《公羊》、《鲁诗》、《仪礼》七种儒家经典。全国各地来观看和抄录经文者络绎于途。《熹平石经》共四十六石，各高一丈许，宽四尺，两面刻字，共二十余万字，书法为汉隶成熟时期庙堂巨制的代表作[3]。自刻成后几经战火，损坏严重，近年原碑址附近仍陆续有残石出现。雒阳太学鼎盛于东汉，魏晋继承，是世界最早的国立大学之一。
东汉雒阳诞生了当时世界领先的科学技术。张衡仕官于雒阳，他制作了以水力推动的浑天仪，发明了能够探测震源方向的地动仪，发现了月食的原因，绘制了记录2500个星体的星图，计算圆周率准确至小数点后一位，阐释了浑天说的宇宙论。张衡的成就与西方同时期的托勒密媲美，地位为现代天文学界所肯定。雒阳也成为世界第一个安装自动旋转的天球仪和验震器的城市。灵台是张衡任太史令时观测天象的地方。宦官蔡伦用树皮、破布、鱼网等廉价物造纸，大大降低了造纸的成本。105年，蔡伦把改进造纸术的成果报告给汉和帝，得到推广和普及。造纸术发源于雒阳，传播到世界各地，引起了一连串的社会变革。
东汉雒阳诞生了辉煌灿烂的文学艺术。汉章帝喜爱草书，隶书草写又被称为“章草”。班固《两都赋》描述雒阳、长安繁华，歌颂汉朝国势，为汉赋中的精品。张衡《二京赋》辞藻典雅瑰丽，其中《东京赋》描写雒阳形胜和汉室仪轨。班固在雒阳完成了《汉书》，语言庄严工整，典雅远奥。以后官修史书都仿照其体例，纂修了纪传体的断代史。这一时期，五言取代传统的四言成为新的诗歌样式。班固的《咏史》是第一首文人五言诗，其后文人五言诗如雨后春笋，如张衡的《同声歌》、秦嘉的《赠妇诗》、赵壹的《刺世疾邪诗》等。《古诗十九首》创作于东汉末年的首都雒阳，语言朴素自然，描写生动真切，被誉为“五言之冠冕”。曹操早年曾为官雒阳，写下《蒿里行》和《薤露行》伤悼雒阳的被毀，四言组诗名篇《步出夏门行》借用乐府旧题，即得名于京师雒阳西北城门“夏门”。
东汉中后期，雒阳上演了多次宫廷政变。汉和帝的嫡母窦太后让兄长窦宪掌权，专横跋扈引起汉和帝不满，亲政后联合宦官郑众将窦氏一网打尽。汉殇帝刚满三个月就登上帝位，邓太后和兄长鄧騭掌握了实际权力，殇帝崩后又立汉安帝作为傀儡，汉安帝亲政后将邓氏家族屠灭。汉安帝宠幸阎皇后，沉湎酒色导致朝政腐败，西羌战乱日益严重。安帝乳母王圣陷害太子刘保，导致其被废黜。汉安帝駕崩，阎太后兄妹把持朝政，立年幼的北乡侯刘懿为帝。宦官孫程等人合谋诛杀阎氏，并迎立刘保为汉顺帝。汉顺帝对宦官与外戚放任自流，导致梁氏长达20多年的专权，梁冀更是达到了外戚权力的巅峰，汉冲帝、汉质帝都被牢牢控制。汉质帝当面称梁冀为“跋扈将军”就被毒弒。159年，汉桓帝联合宦官诛灭了梁氏，宦官开始成为政府的主导力量，腐败比外戚更甚。这引起了很多士大夫的不满，他们与外戚联合，一同对抗宦官，最终导致了两次党锢之祸，正直的士大夫全被排斥出政府。汉灵帝把朝政全交给宦官，使政局更为恶化。184年，黄巾之乱爆发，全国陷入混乱。
189年，汉少帝即位。掌控朝政的外戚何进打算铲除宦官势力，采纳士大夫领袖袁绍的建议，让正驻守西北的董卓率兵进京。但事情泄漏，何进被宦官谋杀。袁绍率军攻入雒阳宫城，屠杀宦官，外戚和宦官的势力同归于尽。董卓到达雒阳控制了朝廷，为树立威望改立汉献帝。关东地方势力不满，推选袁绍为盟主，组成联军讨伐董卓，逼近雒阳。190年，董卓挟持汉献帝迁都长安，纵火焚烧京师雒阳，经营数百年的雒阳城遭到严重毁坏。195年，趁长安发生内斗，汉献帝和群臣逃出长安，回到雒阳，但雒阳已是一片废墟。

## 魏晋风度——世家大族的洛京时代
196年，曹操恭迎汉献帝並迁都许，改元建安，并掌握实际权力。当时全国军阀混战，民不聊生。雒阳城凋零残破，远离政治中心。建安文人的诗歌中，往往通过怀念故都雒阳表达当下的惆怅。曹植在《送应氏》中写道：“步登北邙坂，遥望洛阳山。洛阳何寂寞，宫室尽烧焚。”雒阳城的这一剧变，可以作为整个国运民生的缩影。
219年10月，曹操到雒阳，兴建北部尉廨、建始殿。12月，孙权夺荆州，杀关羽，传首雒阳。曹操以王侯之礼葬关羽首于雒阳城南（今洛阳偃师市关庄村），自此祭祀不绝。今洛阳市洛龙区有明代所建衣冠冢关林，殿宇廊庑150余间，古碑刻70余方，石坊4座，古柏800余株。建筑宏伟，环境幽雅，是海内外关公信仰的主要祭祀场所之一。220年，曹操在雒阳去世。同年，曹丕篡汉，定都洛阳。洛阳城除废弃南宫为闾里外，基本恢复东汉时期旧貌。陈群在洛阳创立九品中正制，使门阀世族的政治特权得到确立和巩固。224年，在洛阳重修孔庙，立太学，复兴儒家正统文化。
魏文帝早年纳甄氏，生子曹叡。后甄氏失意有怨言，被赐死。曹叡曾随魏文帝到万安山（今洛阳伊川县）狩猎，见到母子两鹿。魏文帝射杀了鹿母，曹叡说：“您已经杀掉了母鹿，我实在不忍心再杀掉它的孩子。”魏文帝于是放下了弓箭，决定立其为太子。甄氏与曹植在洛水畔的故事则被神话，223年，曹植由洛阳返回封地，渡洛水时有感而作《洛神赋》，又名《感甄赋》，词句华美，比喻新奇。由于此赋的影响，故老相传，就把甄氏认定成了洛神。226年，魏文帝去世，葬首阳陵（今洛阳偃师市南蔡庄）。魏明帝曹叡继位。229年，洛阳宗庙建成。235年，大修洛阳宫，起昭阳殿、太极殿，筑总章观。239年，魏明帝去世，葬高平陵（今洛阳汝阳县），遗诏司马懿和曹爽共同辅政。曹爽架空司马懿，任用亲信，僭越弄权。司马懿借故生病辞职以回避曹爽，并在曹爽亲信面前装出重病的样子[2]，令曹爽对他更为松懈，同时等待时机反击。
249年2月5日，少帝曹芳拜谒高平陵，曹爽兄弟及其亲信们皆随同前往。司马懿乘机发动政变，关闭洛阳所有城门，占领洛水浮桥，接管曹爽的军权，以谋反罪名诛灭其三族，史称高平陵之变。这次政变清除了曹氏宗室的势力，司马氏开始控制朝政。251年，司马懿去世，葬高原陵（今洛阳偃师市首阳山），其子司马师掌握朝政。曹芳联合李丰、张缉、夏侯玄等意图罢免司马师，三人在洛阳宫门被搜出衣带诏，惨遭腰斩灭族，曹芳也遭到废黜。255年，司马师去世，葬峻平陵（今洛阳偃师市首阳山），其弟司马昭实际掌权。少帝曹髦对司马昭日渐不满，愤慨说道：“司马昭之心，路人皆知也！”260年5月，曹髦不顾众臣的反对，率领宫人讨伐司马昭，在洛阳宫东止车门相遇。中护军贾充在南阙下率军迎战，指使成济一剑刺死曹髦，史称司马昭弑君。

263年夏，司马昭灭蜀汉。刘禅移居洛阳，封为安乐公。司马昭设宴款待刘禅时演奏蜀乐，蜀汉旧臣们想起亡国之痛，个个掩面低头流泪，独刘禅怡然自若，不为悲伤。司马昭便问刘禅：“安乐公是否思念蜀地？”刘禅答道：“此间乐，不思蜀也。”264年5月，司马昭在洛阳受封晋王、相国，加九锡。265年8月，司马昭去世，葬崇阳陵（今洛阳偃师市后北楼村）。12月，司马炎代魏，定都洛阳。280年，晋灭东吴，中国重归一统。孙皓举家迁往洛阳，封为归命侯。晋武帝宇量弘厚，能包容异己者，刘禅和孙皓均在洛阳得享天年，葬于邙山。西晋的洛阳又一次成为大一统王朝的首都。《晋书·食货志》说：“平吴之后，天下无事，赋税平均，人咸安其业而乐其事。”国家出现一片繁荣景象，史称太康之治。

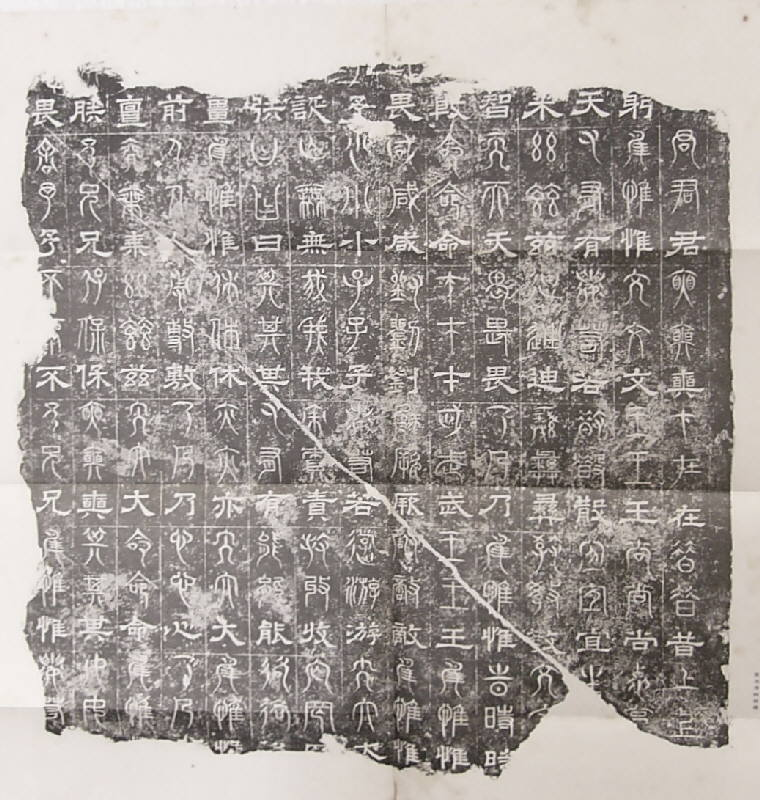
三体石经拓片

魏晋时期的洛阳是全国儒学和高等教育的中心。洛阳太学在东汉的基础上重新繁荣起来。241年，刻《正始石经》立于洛阳南郊太学讲堂西侧（今洛阳偃师市佃庄镇），因碑文每字皆用古文、小篆和汉隶三种字体写刻，又名三体石经。石经刻有《尚书》、《春秋》和部分《左传》，在中国书法史和汉字演进史上有重要的意义。经历代搬迁损毁，目前国内所有正始石经残碑存留的文字不到2500字。西晋洛阳太学大体上恢复了旧有规模，在校生达10000余人。1931年，于西晋太学遗址（今洛阳偃师市大郊村北）出土辟雍碑。辟雍为太学别称，晋武帝于278年亲临太学立此碑，用整块石料刻成，通高3.22米。正面碑额隶书“大晋龙兴皇帝三临辟雍皇太子又再莅之盛德隆熙之碑”等23字，刻碑文1500字，记晋武帝兴办太学，亲临辟雍视察讲演，以及皇太子再次莅临之事。背面刻学官博士、弟子400余人的姓名和籍贯。辟雍碑今仍保存在原地。
魏晋时期，洛阳进行了大规模的宫城和皇家园林建设。南宫已废弃不用，新的宫城是以北宫为基础改造而成的单一宫城。魏明帝以太极殿和尚书台为外朝，外朝以北为内廷，内廷以北为御苑“芳林园”，宫城正门前铜驼街直达南门，衙署府邸分布于街的两侧。御街与宫苑构成城市中轴线，开创了中国首都规划的新格局，被以后所有王朝所继承。在宫城西北角增筑金墉城，增强军事防御功能。芳林园始建于曹魏，后为避魏帝曹芳之讳而更名华林园，西晋沿用。224年，在园中凿天渊池，池中起九华台，周围布置宫殿观阁。235年，引榖水（涧河）绕过主要殿堂之前形成完整的水系，并广植松竹草木，捕禽兽充于其中，已有人为缩移大自然山水景观的意图。魏明帝令人将长安所遗铜驼及建章宫十二金人运至园中，但承露仙人过重，拆运时打碎了承露盘，传闻承露盘碎折之时“声闻数十里”，金人亦为之潸然泪下，唐人李贺为之发“天若有情天亦老”之叹。
魏晋洛阳汇聚了当时最杰出的文学家。魏文帝身为帝王而爱好文学，著有《典论·论文》是中国第一部系统的文学批评专论，所作《燕歌行》是最早的一首完整的七言诗。曹植早年开朗豪放，在平乐观（今洛阳孟津县平乐镇）豪饮，一斗酒价值万钱，数百年后使李白钦佩效仿，中年受曹丕逼迫，在洛阳七步成诗，曹魏建立后受到排挤，到洛阳朝见时写下《赠白马王彪》，晚年看到京洛少年斗鸡走马、射猎游戏，写下《名都篇》追忆往昔。孔融成名于洛阳。他十岁随父入京，独自拜见名士李膺，以学识和机智得到在座士人的赞赏，后以文学成就名列建安七子之首。左思《三都赋》描写三国首都形胜，当时人争相传抄，造成“洛阳纸贵”。潘岳的《悼亡诗》情感细腻；陆机的《文赋》是重要的文学理论；陈寿撰写《三国志》精炼准确；张华编纂《博物志》包罗万象。
魏晋洛阳诞生了辉煌的科技和艺术成果。马钧在传动机械方面造诣很深，成功制造指南车、龙骨水车、水转百戏，改进了诸葛弩、转轮式发石机等武器，有“天下之名巧”的美誉。裴秀著有中国最早的地图集《禹贡地域图》，提出了传统地图绘制方法“制图六体”，一直沿用到近代投影法的传入。陆机擅长章草，代表作《平复帖》是传世至今的最早的书法作品之一。
魏晋洛阳出现了玄学的萌芽。当时政治环境压抑，世族逃避现实，遂以清谈代替。何晏提出“名教出于自然”；以嵇康和阮籍为代表的“竹林七贤”崇尚不拘礼法。阮籍的《咏怀诗》、嵇康的《与山巨源绝交书》《幽愤诗》表达对政治黑暗的厌恶。嵇康因不与司马氏合作，被处死在洛阳东市，临刑前从容弹奏《广陵散》，成为绝响。
晋武帝晚年怠惰政事、荒淫无度，在洛阳过起豪华奢侈的生活。晋武帝的母舅王恺与当时首富石崇比富，石崇修建了别墅金谷园（今洛阳老城东北），因山形水势筑园建馆，楼榭亭阁高下错落，金谷水萦绕穿流其间。以石崇为首的一批文学家，经常在金谷园谈论时政，吟诗作赋，被称为“金谷二十四友”。
290年，晋武帝去世，葬峻阳陵（今洛阳偃师市南蔡庄），智力低下的太子司马衷即位，外戚杨骏辅政。晋惠帝在华林园听到蛤蟆声，问：“此鸣者为官乎？私乎？”，朝臣报告百姓没有饭吃，竟说：“何不食肉糜？”洛阳上演了血腥的八王之乱。291年，皇后贾南风乘机干政，除去杨骏势力，又先后除掉汝南王司马亮和楚王司马玮，大权独揽。300年，太子司马遹因非贾后亲生而被废，赵王司马伦借机消灭贾后进而称帝，不久被其他亲王联军消灭，晋惠帝复位。此后齐王司马冏、长沙王司马乂、成都王司马颖、河间王司马颙先后掌政，在洛阳开展内斗和屠杀。306年，东海王司马越最终掌握权力，毒死晋惠帝，晋怀帝司马炽继位。
当时天下蝗灾，外族叛变，洛阳缺粮。311年4月，汉国刘聪趁洛阳空虚，遣大将呼延晏率兵进攻，前后歼灭三万余人。6月，呼延晏和刘曜等人会合，攻破洛阳，俘虏晋怀帝，杀太子、宗室、官员及士兵百姓三万多人，纵容部下抢掠，并大肆发掘陵墓、焚毁宫殿。洛阳第一次被外族攻破而遭毁灭性破坏，史称“永嘉之祸”。洛阳倾覆以后，中原的世族十有六七到长江下游的江南避难，后又继续南迁，一部分人成为客家人的先民。

## 北魏迁洛——征服和渗透
311年，汉国刘聪攻陷洛阳，此后中原长期陷于战争，史称“五胡乱华”。319年，刘曜与石勒平定靳准之乱后分别建立前、后赵。325年，刘曜命刘岳围攻洛阳金墉城，石虎率军救援，与刘岳在洛水西岸交战，刘曜的援军在夜晚哗变溃散。328年，刘曜大破石虎，南渡黄河，围攻洛阳金墉城。石勒从巩县渡洛水，进抵洛阳城下，双方数十万军队大战于宣阳门外，刘曜战败被擒，不久被杀。329年9月，石勒在洛阳坑杀前赵王公及部众五千多人。
330年，后赵石勒称帝，设洛阳为南都。333年，石勒去世，侄子石虎篡夺帝位，石朗在洛阳起兵，兵败被杀。336年，石虎将洛阳的九龙、翁仲、铜驼、飞廉运到邺城。石虎对南都洛阳的建设也颇为重视，曾三次役使数十万人修葺洛阳城。349年，石虎去世，其子为争帝位互相残杀。352年，东晋殷浩北伐洛阳，无功而返。356年8月，东晋桓温北伐，在伊水大破姚襄，收复故都洛阳，修复皇家陵寝，上奏请晋室还都，又建议南迁的世族返乡。世族们已安于南方，不愿北返，晋室始终没能还都洛阳。365年，前燕太宰慕容恪亲自领兵攻克洛阳。370年，前秦苻坚以王猛、梁成和邓羌率军攻克洛阳，同年灭前燕，统一北方。
378年，镇守洛阳的北海公苻重谋反，很快被平定。383年，前秦苻坚败于淝水之战，洛阳近郊的丁零部落翟斌叛变，攻克洛阳西的陵云台。384年，前秦瓦解，镇守洛阳的平原公苻晖率军撤回关中，东晋军队北上进驻洛阳，保护皇家陵寝。390年，西燕慕容永率军进攻洛阳，东晋守将朱序从河阴（今洛阳孟津县）渡黄河北上迎战，击败慕容永，又回军击退丁零部落翟辽。397年，后秦姚兴派姚崇攻击洛阳，东晋夏侯宗之坚守金墉城，后秦军裹挟两万户撤退。399年，后秦派姚崇、杨佛嵩攻陷洛阳。416年，姚兴去世，姚泓继位，东晋刘裕派檀道济等北伐，攻陷洛阳。420年，刘裕篡晋建宋。
422年，刘裕去世，太子刘义符即位，北魏乘机派十万大军南侵，占领洛阳，逼退宋将檀道济。430年，宋文帝刘义隆派到彦之率军五万北伐，北魏军主动撤退，宋军占领洛阳。由于军力不足，加上指挥失当，431年北魏重占洛阳。450年，宋文帝出兵六万北伐洛阳，被北魏太武帝拓跋焘所率六十万大军正面击败，一路追击至长江。几百年后辛弃疾在词中感叹：“元嘉草草，封狼居胥，赢得仓皇北顾。”此后南朝再未控制过洛阳。
北魏统一北方，中原的社会秩序暂时得到恢复。471年，年仅5岁的北魏孝文帝拓跋宏即位，祖母冯太后摄政。冯太后是汉人，拓跋宏深受汉文化影响。490年，冯太后去世，孝文帝亲政，他认为：“崤函帝宅，河洛王里，因兹大举，光宅中原。”493年，他以“南伐”为名迁都洛阳，全面改革鲜卑旧俗：以汉服、汉语代替鲜卑服、鲜卑语，迁至洛阳的鲜卑人以洛阳为籍贯，改鲜卑姓为汉姓，并鼓励鲜卑贵族与汉人世族联姻。严厉镇压守旧贵族，处死反对改革的太子元恂。北魏放弃了游牧民族的生活习惯，全面汉化。孝文帝在洛阳铸造“太和五铢”钱，北方商业重新繁荣；在洛阳修建孔庙，举行祭孔，修复石经，儒家文化再次复兴。
北魏洛阳城是中国古代城市设计的杰作。根据《洛阳伽蓝记》中的记载核算，占地面积有100多平方公里， 是世界古代史上面积最大的都城，极盛时人口约60余万。它利用汉魏以来的洛阳城作为内城，“大市”、“小市”和“四通市”等工商业区都设在内城以外，外围新筑郭城，郭城内布置有320个方块形的“里坊”。阊阖门是宫城正门，正殿太极殿在宫城的前部，与阊阖门正对。西阳门和东阳门之间有一条东西向大街，从宫城南墙外通过，成为全城的一条分界线，北面是皇家的宫殿和园囿，南面则分布着官署、寺院和贵族的邸宅。阊阖门至宣阳门的南北向大街──铜驼街是全城的中轴线，宗庙社稷和高级官署分布在铜驼街的两侧。
北魏帝后崇信佛法，在洛阳兴修了大量佛教寺院，最盛时多达1367所，且建筑雄伟，结构精丽。北魏最著名的建筑物永宁寺塔，隶属于皇家寺院永宁寺，是专供皇帝、太后礼佛的场所，516年由胡太后主持修建。据《洛阳伽蓝记》，永宁寺塔为九层木结构，各层每面都有三门六窗。塔刹上有相轮30重，周围垂金铃，再上为金宝瓶。宝瓶下有铁索四道，引向塔之四角，索上也悬挂金铃。晚上和风吹动，十余里外都可听见。塔高49丈，合今136.71米左右，当时百里外可见，是世界上最高的木构建筑。534年塔被大火焚毁，遗址中央尚存高大的塔基土台。
北魏在洛阳城南的伊阙开凿龙门石窟。其中古阳洞、宾阳洞、莲花洞等都是北魏石窟的代表作：古阳洞是北魏孝文帝为其祖母冯太后营造的功德窟，支持孝文帝改革和迁都的一批王公贵族、高级官吏和僧侣也多于该洞发愿造像，是龙门石窟开凿最早的一个洞窟，洞内四壁及窟顶雕刻各式佛龛多达1000余个，碑刻题记800多品。宾阳洞包括北中南三洞，是北魏宣武帝为其父母孝文帝和文昭太后做功德所营造，仅中洞的开凿就花了24年时间，富丽堂皇是龙门众多石窟之冠。洞口内壁两侧原本有大型浮雕“皇帝礼佛图”和“皇后礼佛图”，构图严谨，雕刻精美，20世纪被盗窃，现藏于美国大都会博物馆和纳尔逊艺术博物馆。莲花洞开凿于北魏晚期，是利用天然溶洞开凿，因窟顶浮雕有一朵莲花而得名。
北魏时洛阳的文化科学艺术都呈现了新的气象。《木兰诗》创作于北魏迁都洛阳后，语言质朴，感情真挚，女英雄花木兰的形象至今深入人心。杨衒之的《洛阳伽蓝记》是一部集历史、地理、佛教、文学于一身的名著，借佛寺盛衰反映国家兴亡。郦道元曾任京师洛阳的行政长官，为写《水经注》走遍大江南北，被誉为“中世纪全世界最伟大的地理学家”。魏碑书法的代表“龙门二十品”，字形端正大方，气势刚健质朴，上承汉隶，下开唐楷，兼有二者神韵。
北魏以洛阳为起点的丝绸之路沿线交流频繁。495年，孝文帝为安顿来朝传授小乘佛教的印度僧人跋陀，在嵩山少室山建少林寺。释迦牟尼第二十八代徒菩提达摩“一苇渡江”，游化嵩洛，教授禅法，止于嵩山少林寺，于寺中面壁九年，在石洞留下《易筋经》和《洗髓经》。达摩创立的禅宗成为汉传佛教最重要的流派，少林寺也被尊为“禅宗祖庭”。518年，宋云与崇立寺沙门惠生、法力等西行，从洛阳出发，经西域、波斯抵达天竺。522年，携大乘经论一百七十部返回洛阳。拜占庭的石棉布、水银、琉璃、药材输入到中国，中国的丝绸、铜器输出到拜占庭和波斯。波斯萨珊王朝曾遣使来访，中国的养蚕术也在这个时期传到西方。洛阳成为国际性的大都市。
499年，北魏孝文帝去世，葬长陵（今洛阳孟津县朝阳镇）。太子宣武帝元恪继位，前期咸阳王元禧辅政，南征北伐，国势达到鼎盛，后期高肇专权，鲜卑贵族也开始腐化，北魏逐渐衰弱。515年，宣武帝去世，葬景陵（今洛阳古墓博物馆），因崇信佛教而未按旧制处死太子生母。孝明帝元诩继位，生母胡太后临朝，私通清河王元怿，朝政日益腐败。边镇豪强尔朱荣，利用六镇之乱时的混乱局面发展壮大。528年，胡太后毒死孝明帝，先后立孝明帝独女和堂侄元钊为帝。尔朱荣以给孝明帝报仇为借口，立孝庄帝元子攸，率大军南下，占领洛阳，将胡太后和元钊沉于黄河，诱骗王公百官两千多人至河阴（今洛阳孟津县）尽杀之，史称“河阴之变”。迁到洛阳的汉化鲜卑贵族和出仕北魏的汉族世家被消灭殆尽，北海王元颢投奔南梁。529年，梁武帝派陈庆之护送元颢北返继位。陈庆之以7000骑兵攻至洛阳，但因孤军无援，最后失败。530年，孝庄帝在尔朱荣晋见时亲自将其杀掉。尔朱世隆和尔朱兆攻入洛阳杀孝庄帝，改立节闵帝元恭。532年，高欢攻占洛阳，改立孝武帝元修，消灭尔朱氏。孝武帝不愿被高欢控制，534年逃到关中投奔宇文泰。高欢立孝静帝元善见，并迁都于邺，北方就此分裂。高欢将洛阳城内40万户居民迁到邺城，并拆毁洛阳宫殿，建筑材料运往邺城。
537年，东魏高欢败于沙苑之战，西魏宇文泰乘势派军出击，元季海与独孤信率步骑二万东进占领洛阳。538年7月，东魏高欢派遣侯景、高敖曹等包围洛阳的独孤信，西魏宇文泰率军救援。8月，两军在河桥（今洛阳孟津县东北黄河上）。东魏高敖曹、李猛、宋显等人战死，一万五千人被俘，被赶下黄河溺死的数以万计。西魏军渐渐不支，宇文泰烧营返回关中，焚烧洛阳城内所有房舍。东魏高欢亲自领军来援，到孟津还未过河，在河桥已大破西魏军。高欢把金墉城彻底铲平后撤军。
盖世繁华的洛阳城，自东周成周城开始，历经东汉、曹魏、西晋、北魏1300年的建设和使用，故址被永久废弃，逐渐化为农田。又过了1400年后，汉雒阳城（今洛阳白马寺东金村）在考古发掘下重新被世人了解，城垣、门阙、街道、护城河、金墉城、宫城区、永宁寺、灵台、太学遗址和刑徒墓地均保存完好，1961年列入第一批全国重点文物保护单位，2014年列入世界文化遗产。

## 隋朝东都——大运河的中枢
河桥之战后，洛阳基本被夷平，成为东西魏的边境。538年12月，西魏是云宝袭击洛阳，洛阳再入西魏。543年2月，东魏高仲密据虎牢叛变，西魏宇文泰亲自率军接应，军至洛阳。东魏高欢也亲自领兵十万，自黄河北岸渡河。3月，两军在邙山决战，西魏军大败。东魏乘胜追击，再次占领洛阳。546年，东魏高澄将洛阳石经52碑迁往邺城。550年，高洋代魏，建立北齐。564年，北周宇文护派尉迟迥率精兵十万直指洛阳，北齐高湛派兰陵王高长恭、大将斛律光、段韶救援洛阳，在邙山大破北周军。高长恭相貌英俊，作战勇敢，邙山大捷威震全国，北齐军中传唱《兰陵王入阵曲》歌颂他的英勇。575年，北周宇文邕亲征洛阳，大军六万攻克河阴（今洛阳孟津县），进军包围洛口，焚烧河桥。北齐洛州刺史独孤永业固守金墉城，北周军撤退，多次没能从正面攻克洛阳。577年，北周经由晋阳攻克邺城，灭北齐，洛阳守将投降，北方统一。
579年，北周升洛阳为东京，管辖关东地区。征召民夫修筑洛阳宫，并把邺城的石经迁回洛阳。581年，杨坚受禅建立隋朝，同年撤销东京。583年，隋文帝发展黄河漕运，在洛阳设河阳仓（今洛阳偃师市）。584年，关中饥馑，隋文帝前往洛阳就食，次年返回。589年，隋灭陈，统一中国。594年，关中大旱，隋文帝再次前往洛阳就食，和陈叔宝登邙山，陈叔宝作诗：“日月光天德，山河壮帝居。太平无以报，愿上东封书。”请求举行封禅。

## 大唐神都——中古时期的世界中心
武德四年（621年），置洛州总管府，辖洛州、郑州、熊州、榖州、嵩州、管州、伊州、汝州、鲁州等九州，洛州辖洛阳、河南、偃师、缑氏、巩、阳城、嵩阳、陆浑、伊阙等9县。贞观元年（627年），分全国为十道，洛阳属河南道。
唐代自高宗始以洛阳为都，称东都──显庆二年（657年）置东都。武则天称帝后，改国号为周，史称武周，定都洛阳，开凿龙门石窟，令薛怀义为白马寺住持，大规模整修白马寺。唐代，中国佛教臻于鼎盛，其中禅宗正在洛阳形成。
唐玄宗时期，曾敕令大修中岳庙，并赐风穴寺（位于今汝州）内佛塔名“七祖塔”。开元元年（713年），改洛州为河南府。开元二十一年（733年），于洛阳置都畿道。天宝年间，改东都为东京。洛州、河南府均治洛阳。
唐天祐四年（907年），唐室亡祚，其后中原相继出现后梁、后唐、后晋、后汉、后周五朝，史称五代，其中後唐都于洛阳。这一时期洛阳仍是全国政治、经济、文化的中心。

## 北宋西京——名士养老的宜居之城
宋时以洛阳为西京，置河南府。朝廷设“国子监”于洛阳，名臣遗老和文人学士多会于此。赵普、吕蒙正、富弼、文彦博、欧阳修都曾居住洛阳。司马光在洛阳完成了史学巨著《资治通鉴》。

## 金朝蒙古——游牧铁蹄和滚滚黄河

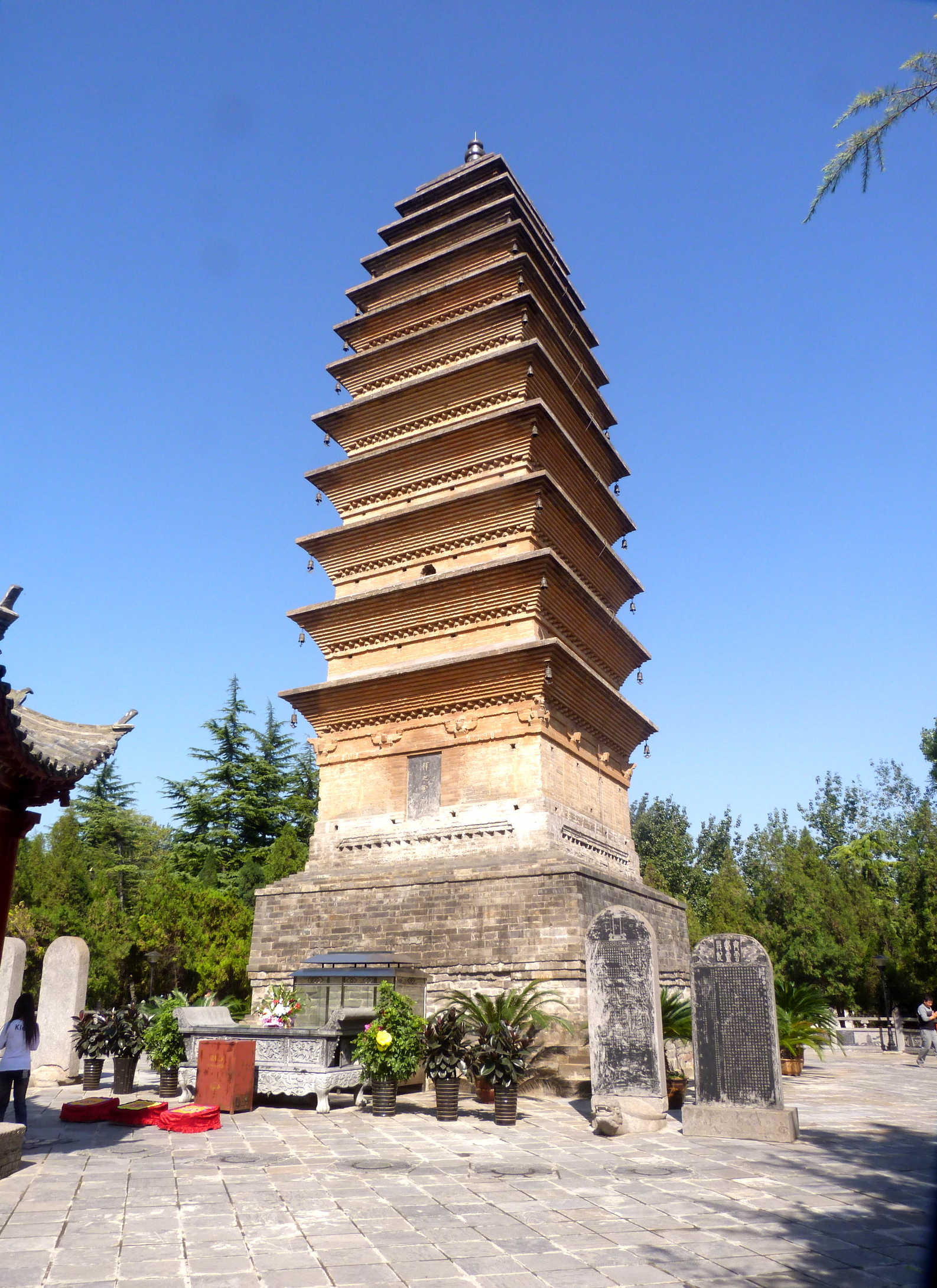
金朝修建的齐云塔

南宋时，金人佔中原，定洛阳为中京，改河南府为金昌府，并河南县入洛阳县。时因洛阳旧城毁弃，便在隋唐城东北角另筑新城，周围不足9里，即今日老城之前身，它仅是隋唐洛阳城的一小部分而已。
自元代始，洛阳不复为京，降为河南府治。

## 明朝清朝——商队和会馆
明代河南府辖洛阳、偃师、巩县、孟津、登封、新安、渑池、宜阳、永宁、嵩县等10县，又是伊王和福王的封地。清代洛阳仍为河南府治。

## 近代——中原重镇、抗日前线
1912年2月12日，清朝末代皇帝溥仪宣告逊位。袁世凯当选为中华民国临时大总统后，选定洛阳作为屯兵之地，在今洛阳市西工区中州中路两侧修建新式兵营，训练新式陆军。从1914年开始，袁世凯召集石家庄等地的建筑商齐聚洛阳，大规模建设西工兵营，经过两年施工，耗资170万银两的西工兵营初具规模。兵营建成不久，袁世凯逝世，西工兵营成为各军阀交替占据的要地。1920年9月2日，直系軍閥吳佩孚战胜皖系军阀段祺瑞后进驻洛阳，在西工兵营設置了兩湖巡閱使公署和陸軍第三師司令部，他以雄踞洛阳，统治四方的雄心大规模扩建西工兵营，并建设飞机场，1924年他从法国购进4架飞机，成为洛阳最早的飞机，同时为控制河南，又将河南省长公署迁至洛阳。1924年秋，直奉两系军阀再爆战争，至1927年3月，奉军占领郑州，同时，国民政府又决定继续北伐，吴佩孚自知中原不保，离开洛阳退往四川。同年5月25日，冯玉祥率领的国民革命军第二集团军打败驻守在洛阳以张治公为首领的镇嵩军，12月，冯玉祥担任河南省主席后，将西工兵营改名为新柳营，在兵营建立航空学校，培养飞行员。
1932年，日軍進攻上海，1月，國民政府定洛陽為行都，各个机构都遷至洛阳辦公，《淞沪停战协定》签订后，同年十二月首都遷回南京。1938年6月，華北大部分地區淪陷，洛陽成為北方抗日前哨，國民政府第一戰區長官司令部駐洛陽。1939年秋，河南省政府再次遷洛，洛陽第二次成為河南省會。1944年，陷于困境的日本侵略军发动了以争夺洛阳为目标的河南战役，面对数倍于己的日军，国军第15军和94师坚守洛阳21天，国军阵亡1.3万多人，仅剩1000余人。日军虽被歼2万，但不断增援，洛阳最终还是沦陷。

## 当代——老工业基地、中原副中心
1948年3月7日，陈赓发起洛阳战役，解放军最终于4月5日攻占洛阳。1954年，中共中央确定洛阳为重点建设城市，在第一个五年计划中，包括中国一拖集团、洛阳矿山机器厂、洛阳轴承厂、洛阳铜加工厂、洛阳柴油机厂、洛阳耐火材料厂和洛阳热电厂等7个由苏联援建的大型重工业工厂被安排在洛阳西郊涧西区，洛阳逐渐形成一座重要的新兴重工业城市。后于三线建设时期建设的洛阳玻璃厂和80年代建设的洛阳炼油厂也成为洛阳的骨干企业。但从改革开放初期开始，国有大企业因受税务负担过重、机制不活等原因影响而变得萎靡不振，洛阳经济实力衰退，城市面貌几十年未有太大改观。进入新世纪，孙善武主政洛阳后，不惜举债大建大高楼、大马路、大广场，大拆小破房，洛阳的城市面貌焕然一新。中国国务院于2011年10月8日出台《关于支持河南省加快建设中原经济区的指导意见》，作为中原城市群的副中心城市，洛阳市得到有力政策支持
。
2017年底洛阳规划建设地下轨道交通，现在正在施工，洛阳也成为了中西部拥有地铁的第一个非省会城市。

## 历代故都列表
| 朝代 | 名稱       | 都城位置                                 | 所居帝王                                         | 建都時間                                                        | 備註                                                                              |
| ---- | ---------- | ---------------------------------------- | ------------------------------------------------ | --------------------------------------------------------------- | --------------------------------------------------------------------------------- |
| 夏   | 斟鄩       | 偃师二里头                               | 太康、仲康、后羿、履癸（桀）                     | 约前20世纪—前16世纪                                             | 尚有爭議，有说法认为二里头遗址即斟鄩故址。另有該地位於山东潍坊、河南等說法。      |
| 商   | 西亳       | 偃师尸乡沟                               | 成汤至太戊                                       | 约前16世纪—前15世纪                                             |                                                                                   |
| 西周 | 成周       | 成周（涧河至瀍河两岸）                   | 成王至幽王，共12王                               | 约前11世纪—前771年（两京制）                                    |                                                                                   |
| 東周 | 洛邑       | 王城（涧河至瀍河两岸）、成周（白馬寺東） | 平王至赧王，共25王                               | 前770年—前256年                                                 | 周敬王於前510年於今洛陽白馬寺以東修築新城，沿用「成周」之名；舊城改稱為「王城」。 |
| 東漢 | 雒陽       | 漢故城（白馬寺東）                       | 光武帝至獻帝，共12帝                             | 25年—190年                                                      | 於成周基礎上發展。                                                                |
| 曹魏 | 洛陽       | 漢故城（白馬寺東）                       | 文帝至元帝，共5帝                                | 220年—265年                                                     |                                                                                   |
| 西晉 | 洛陽       | 漢故城（白馬寺東）                       | 武帝、惠帝、懷帝                                 | 265年—313年                                                     |                                                                                   |
| 北魏 | 洛陽       | 漢故城（白馬寺東）                       | 孝文帝至孝武帝，共7帝                            | 493年—534年                                                     | 孝文帝改革時由平城遷都至此                                                        |
| 隋   | 東都       | 隋唐城（今市区）                         | 炀帝、皇泰主                                     | 605年—619年                                                     |                                                                                   |
| 唐   | 东都、神都 | 隋唐城（今市区）                         | 高宗、則天大聖皇帝、中宗、睿宗、玄宗、昭宗、哀帝 | 657年—736年（两京制）、684年—705年（首都）、904年—907年（首都） |                                                                                   |
| 後梁 | 西都       | 隋唐城（今市区）                         | 太祖、郢王                                       | 909年—913年                                                     |                                                                                   |
| 後唐 | 東都       | 隋唐城（今市区）                         | 莊宗、明宗、閔帝、末帝                           | 923年—937年                                                     |                                                                                   |
| 後晉 | 西京       | 隋唐城（今市区）                         | 高祖                                             | 937年—938年                                                     |                                                                                   |

| 政权     | 名稱         | 都城位置           | 帝王/领导人          | 建都時間  | 備註                                                         |
| -------- | ------------ | ------------------ | -------------------- | --------- | ------------------------------------------------------------ |
| 西漢     | 雒陽         | 漢故城（白馬寺東） | 高帝                 | 前202年   | 於成周基礎上發展。高帝初都雒阳，数月后采纳娄敬建议西迁长安。 |
| 玄漢     | 雒陽         | 汉故城（白馬寺東） | 刘玄                 | 23年—24年 | 初都宛城，后迁长安。                                         |
| 中華民國 | 洛陽（行都） | 洛陽市（老城区）   | 林森（国民政府主席） | 1932年    | 1932年日军进攻上海，国民政府临时迁洛，数月后还都南京。       |

| 国号 | 名稱 | 都城位置           | 首领       | 建都時間        | 備註                                           |
| ---- | ---- | ------------------ | ---------- | --------------- | ---------------------------------------------- |
| 韩   | 宜阳 | 宜阳县             | 景侯、烈侯 | 前403年—前375年 | 韩灭郑，迁都新郑。                             |
| 河南 | 洛阳 | 汉故城（白馬寺東） | 申阳       | 前206年—前205年 | 於成周基礎上發展。项羽分封，刘邦攻灭设河南郡。 |
| 郑   | 洛阳 | 隋唐城（今市区）   | 王世充     | 619年—622年     |                                                |
| 燕   | 洛阳 | 隋唐城（今市区）   | 安禄山     | 756年           |                                                |

| 朝代 | 名稱       | 都城位置           | 所居帝王                 | 建都時間                 | 当时首都         |
| ---- | ---------- | ------------------ | ------------------------ | ------------------------ | ---------------- |
| 商   | 西亳       | 偃师尸乡沟         | 仲丁等                   | 约前15世纪—前14世纪      | 隞               |
| 新   | 新室东都   | 漢故城（白馬寺東） | 王莽                     | 12年—23年                | 常安（新室西都） |
| 后赵 | 南都       | 漢故城（白馬寺東） | 石勒至石鉴，共6帝        | 331年—350年              | 襄国、邺         |
| 北周 | 东京       | 漢故城（白馬寺東） | 武帝、宣帝、静帝         | 579年—581年              | 长安             |
| 隋   | 東京       | 漢故城（白馬寺東） | 文帝                     | 581年                    | 大兴             |
| 唐   | 东京、东都 | 隋唐城（今市区）   | 高祖、玄宗至昭宗，共15帝 | 618年—623年、737年—904年 | 长安             |
| 後梁 | 西都       | 隋唐城（今市区）   | 太祖、均王               | 907年—909年、913年—923年 | 东京             |
| 後晉 | 西京       | 隋唐城（今市区）   | 高祖、出帝               | 938年—947年              | 东京             |
| 後汉 | 西京       | 隋唐城（今市区）   | 高祖、隐帝               | 947年—951年              | 东京             |
| 後周 | 西京       | 隋唐城（今市区）   | 太祖、世宗、恭帝         | 951年—960年              | 东京             |
| 北宋 | 西京       | 隋唐城（今市区）   | 太祖至钦宗，共9帝        | 960年—1127年             | 东京             |
| 金   | 中京       | 老城（老城区）     | 宣宗、哀宗               | 1217年—1233年            | 南京             |